# Canal Sacrow-Paretz
 (juillet 2022).
Le canal Sacrow–Paretz (en allemand : Sacrow-Paretzer-Kanal) est un canal allemand dans le land de Brandebourg. Il offre un raccourci pour les bateaux naviguant sur la Havel en reliant le lac de Jungfern (Jungfernsee), près de Potsdam, au village de Paretz.

## Histoire
La construction du canal a commencé en 1874 et il a été inauguré en 1876. Il a ensuite été élargi et approfondi à deux reprises : entre 1888 et 1890 et dans les années 1920. À la différence du canal Havel qui fournit également un raccourci vers la Havel et qui débouche à Paretz, les deux extrémités du canal Sacrow–Paretz se situent en aval de Berlin.

## Description
Le canal fait 12,5 km de long, dont 7,5 km creusés artificiellement, tandis que le reste est occupé par plusieurs lacs. Ces lacs sont au nombre de quatre : Jungfernsee, Weißer See, Fahrlander See et Schlänitzsee. Le canal ne possède pas d'écluses et est traversé par quatre ponts.